# Azanos
Azanos o Azano es el nombre que designa uno de los caseríos que forman la localidad de Taganana, perteneciente al municipio de Santa Cruz de Tenerife, en la isla de Tenerife —Canarias, España—.

## Toponimia
El nombre de este núcleo es de procedencia guanche, siendo el apellido que tomaron como cristianos algunos guanches de la zona.

## Geografía
Se encuentra situado a 23 kilómetros del casco urbano de Santa Cruz de Tenerife y a una altitud media de 234 m s. n. m. sobre un agudo lomo.
Se trata de un núcleo muy alterado por las construcciones modernas, que sin embargo conserva
viviendas tradicionales de los siglos xvi y xvii. También posee bodegas tradicionales, una fuente y, en la zona baja al lado del camino, existe una construcción agropecuaria
muy interesante.

## Demografía
| Año        | 2000 | 2001 | 2002 | 2003 | 2004 | 2005 | 2006 | 2007 | 2008 | 2009 | 2010 | 2011 | 2012 | 2013 | 2014 | 2015 |
| ---------- | ---- | ---- | ---- | ---- | ---- | ---- | ---- | ---- | ---- | ---- | ---- | ---- | ---- | ---- | ---- | ---- |
| Habitantes | 115  | 117  | 114  | 344  | 202  | 187  | 183  | 105  | 92   | 90   | 90   | 84   | 82   | 81   | 73   | 70   |

## Historia

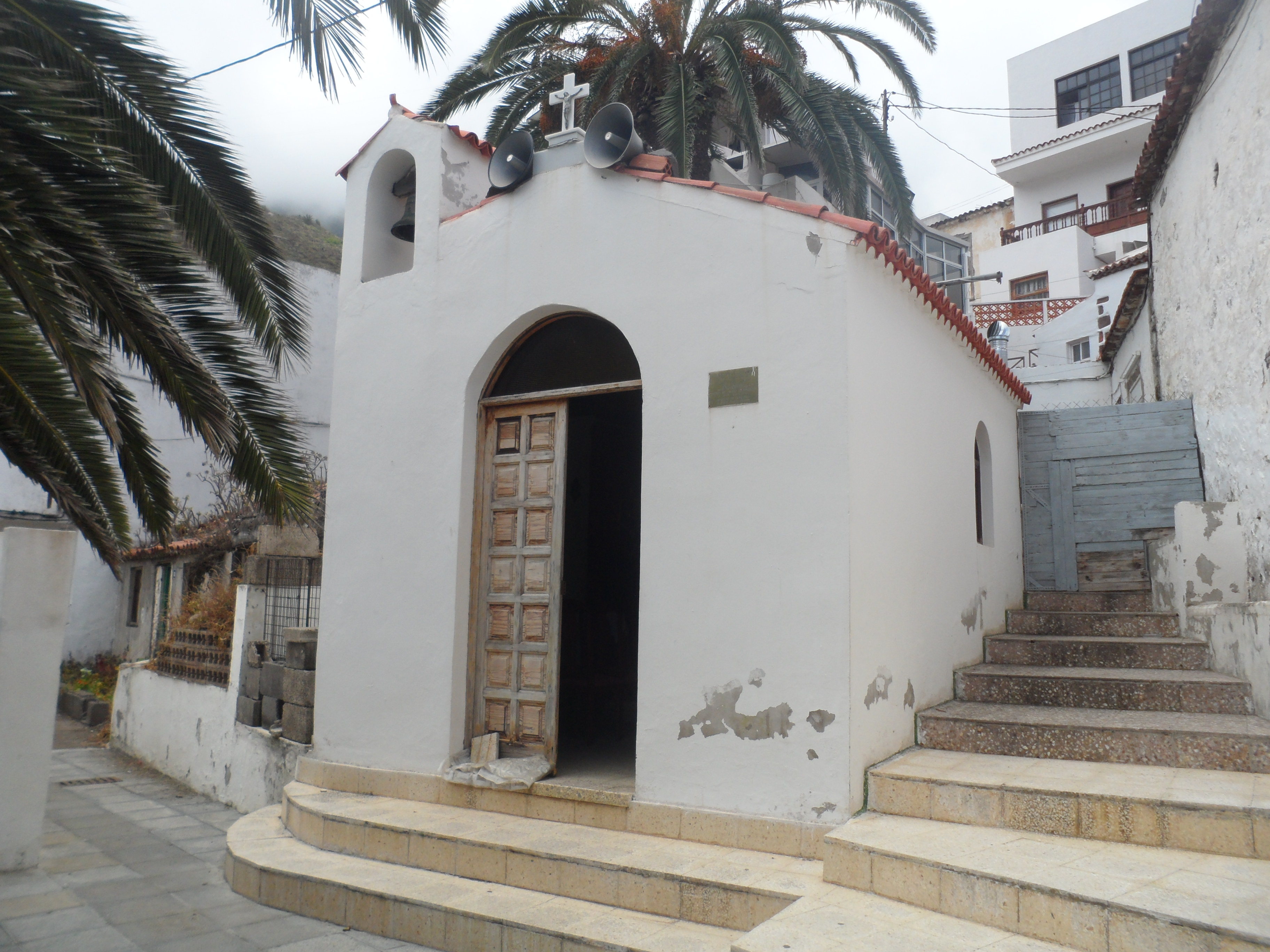
Ermita de Ntra. Señora de la Caridad del Cobre.

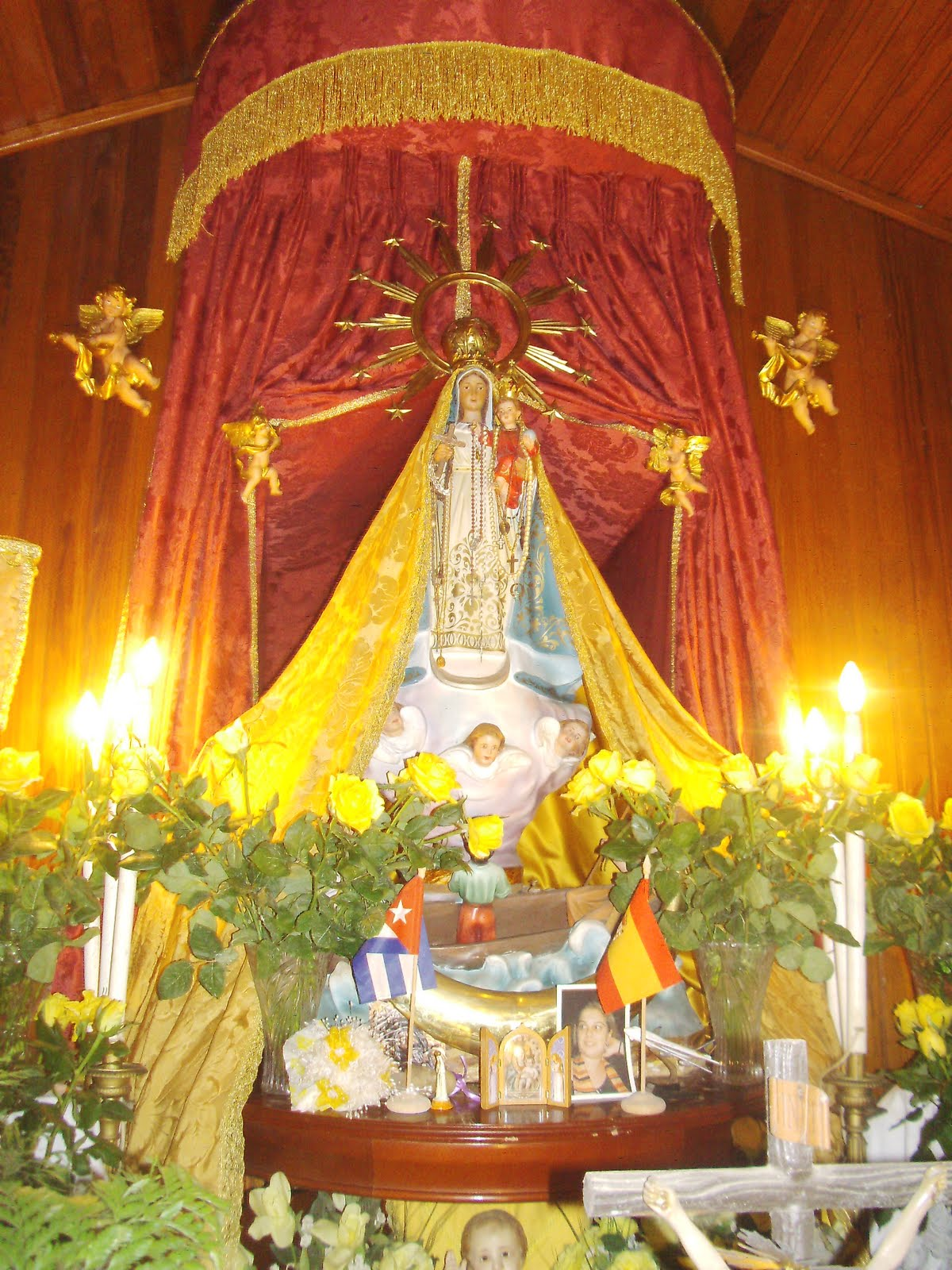
Nuestra Señora de la Caridad del Cobre, patrona de Azanos.

Azanos es uno de los caseríos tradicionales de Taganana. Apareció en el siglo xvi como lugar de asentamiento de colonos y guanches libres, siendo sus primeros vecinos los guanches Juan Azanos y su hijo Pedro, quien fue alcalde de Taganana en 1538.

### Historia de la Virgen de la Caridad del Cobre
La imagen de la Virgen de la Caridad del Cobre venerada en Azanos fue traída en 1984 por el vecino Nicanor Negrón, quien había tenido un sueño en que «aparecía la imagen de la Virgen con una barca a sus pies». Tras buscar en diferentes iconografías marianas, reconoció a la Virgen del Cobre como la de sus sueños, y encargó una talla a un imaginero de Sevilla. Ese mismo año se construye la pequeña ermita en su honor.
En la ermita se encuentran también las imágenes de San Miguel Arcángel, Santa Luisa, San Juan Bautista, la Virgen de Candelaria, la Virgen del Carmen y Santa Rita de Casia. También está presente una imagen de Nuestra Señora de Luján, cedida por una argentina, y que es centro de devoción para todos los argentinos que residen en Tenerife.

## Economía
Su principal actividad económica es la agricultura, destacando el cultivo de la viña.

## Fiestas
Este caserío celebra fiestas en honor a Nuestra Señora de la Caridad del Cobre en septiembre. A estas fiestas acuden personas no solo de los lugares más diversos de la isla de Tenerife, sino incluso gentes venidas de las islas de La Palma, La Gomera y Gran Canaria.

## Comunicaciones
Se llega al núcleo a través de la carretera de Taganana TF-134.

### Transporte público
En autobús —guagua— queda conectado mediante la siguiente línea de TITSA: 
| Línea | Trayecto                                      | Recorrido     |
| ----- | --------------------------------------------- | ------------- |
| 946   | Santa Cruz - San Andrés - Taganana - Almáciga | Horario/Línea |

### Caminos
Por el núcleo pasa uno de los caminos homologados en la Red de Senderos de Tenerife:
- Sendero PR-TF 4 El Bailadero - Taganana.[5]

Pero desde otros caminos aptos que se llegan a Taganana con la práctica del excursionismo, todos ellos homologados en la Red de Senderos de Tenerife, podemos llegar al caserío:
- - Sendero PR-TF 4.1 Derivación Playa del Roque de las Bodegas.
- Sendero PR-TF 8 Circular: Afur - Taganana.